# G 분염법

G 분염법으로 나타낸 사라의 개략적인 핵형도

G 분염법(G分染法, 영어: G banding) 또는 김자 분염법(영어: Giemsa banding)은 응축된 염색체를 염색하여 눈에 보이는 핵형을 생성하는 세포유전학에서 사용되는 기술이다. G 분염법은 가장 흔한 염색체 분염법이다. 전체 염색체를 사진으로 표현하여 유전 질환(주로 염색체 이상)을 식별하는 데 유용하다.

## 같이 보기
- 핵형
- 염색체